# هنري كيرنان
هنري كيرنان (بالإنجليزية: Henry Kiernan)‏ هو لاعب اتحاد الرغبي نيوزلندي، ولد في 24 يوليو 1876 في وانجانوي في نيوزيلندا، وتوفي في 15 يناير 1947 في أوتاهوهو في نيوزيلندا.

## وصلات خارجية
- هنري كيرنان عل موقع إسبنسكروم (الإنجليزية)